# Jonas Thern
Jonas Magnus Thern (Falköping, 20 de março de 1967) é um ex-futebolista sueco que atuava como meio-campo. Era um jogador de grande classe e tinha como pontos fortes o sentido posicional e a sua visão de jogo.

## Biografia
Nascido em Falköping e criado na cidade de Värnamo, na região centro-sul da Suécia, desde cedo treinou com grande determinação que viria a fazer dele um dos maiores estrategas de sempre do futebol de seu país.
A sua carreira profissional começou em 1985 no Malmö FF, clube que representou durante 4 anos. Em 1989, ganhou a Bola de Ouro enquanto melhor jogador do ano na Suécia.
Dali, lançar-se-ia numa brilhante carreira na Europa, onde viria a jogar no Benfica (1989-92), Napoli (1992-94), Roma (1994-97) e Rangers (1997-99), onde se aposentaria em 1999, com apenas 32 anos - resultado das sucessivas lesões que prejudicavam Thern nos últimos anos de carreira.
Pela selecção nacional do seu país, jogou na Copa do Mundo de 1990 e no Eurocopa de 1992. Venceu uma medalha de bronze pelo terceiro lugar conquistado pela Suécia na Copa de 1994, disputada nos Estados Unidos. Nos dez anos em que jogou pela Seleção Sueca, Thern foi capitão durante sete anos (1990-97).
Tem ocupado o seu tempo ultimamente enquanto treinador do Halmstads BK (da primeira divisão sueca) e dirige o seu próprio hotel em Värnamo. Também trabalha como comentarista e, às vezes, como professor. Seu filho, Simon, também é jogador de futebol.